# Leonid Krasnov
Leonid Krasnov (en rus Леонид Краснов) (Leningrad, 24 de gener de 1988) és un ciclista rus. Ha combinat el ciclisme en pista amb la carretera.

## Palmarès en ruta
- 2008
  - Vencedor d'una etapa de la Volta a Zamora
  - Vencedor d'una etapa de la Volta a Palència
- 2012
  - Vencedor d'una etapa del Gran Premi de Sotxi
  - Vencedor d'una etapa de la Volta a la Xina II
  - Vencedor d'una etapa del Tour de Hainan
- 2013
  - Vencedor d'una etapa de la Volta a Estònia
- 2013
  - 1r al Gran Premi de Moscou

## Palmarès en pista

### Resultats a laCopa del Món
- 2008-2009
  - 1r a Cali, en Persecució per equips